# Bonheiden
Bonheiden ist eine belgische Gemeinde in der Region Flandern mit 15.454 Einwohnern (Stand 1. Januar 2024). Sie besteht aus dem Hauptort und dem Ortsteil Rijmenam.
Das Stadtzentrum von Mechelen liegt 4 Kilometer westlich, Antwerpen 22 km nordnordwestlich und Brüssel circa 23 km südwestlich.
Die nächsten Autobahnabfahrten befinden sich bei Mechelen an der A1/E 19. 
In Mechelen gibt es auch den nächstgelegenen Regionalbahnhof. 

Der Flughafen Antwerpen ist der nächste Regionalflughafen.

## Söhne und Töchter der Gemeinde
- Alfons Hellemans (* 1938), Radrennfahrer
- Ives Serneels (* 1972), Fußballspieler und -trainer
- Kurt Mollekens (* 1973), Autorennfahrer und Unternehmer
- Sven Nys (* 1976), Cyclocross-Fahrer
- Inge Vervotte (* 1977), Politikerin der CD&V
- Jef Peeters (* 1978), Straßenradrennfahrer
- Katline Cauwels (* 1980), Squashspielerin
- Kevin Vandenbergh (* 1983), Fußballspieler
- Kevin Van Hoovels (* 1985), Mountainbikefahrer
- Niels Albert (* 1986), Cyclocross- und Straßenradfahrer
- Sébastien Dockier (* 1989), Hockeyspieler
- Koen Casteels (* 1992), Fußballspieler
- Patrick Hasenhüttl (* 1997), österreichischer Fußballspieler
- Robin van Calster (* 2003), Eishockeyspieler